# すってはっくん
『すってはっくん』は、任天堂が1997年から1999年にかけて日本で配給・発売したスーパーファミコン用アクションパズルゲームであり、さらにその主人公として登場するキャラクターの名前でもある。プログラム開発はインディーズゼロが担当した。
1997年11月2日からサテラビュー用番組として放送されたイベント作品を初出とし、翌年からは問題を一新した作品の放送、新要素を追加した作品の市販もされた。日本国外では未発売。

## 作品解説
サテラビューを接続したスーパーファミコンを受信端末とするデータ放送「スーパーファミコンアワー」では、1997年度に毎月新しいイベント用ゲームを放送しランキングやコンテストを開催する企画「マンスリーイベント」を実施した。この企画では『ドクターマリオ』『F-ZERO』『マリオペイント』など主に既存作品の改変版が放送されたが、11月放送分のすってはっくんはサテラビュー初出のオリジナル作品として制作された。「任天堂・電通ゲームセミナー」の第3期受講生が制作したディスクシステム用ソフトを原型とし、同セミナーの卒業生によって設立されたインディーズゼロがプログラムを担当した。この作品はインディーズゼロの商業デビュー作となった。
1998年8月には当時ローソンで実施されたゲームソフト書き換え販売サービスニンテンドウパワーにより製品版の供給が開始された。製品版はサテラビュー版の3倍にあたる24メガビットのデータ容量で再制作され、新たな面が多数追加されたほか、詳細なチュートリアルやゲーム攻略に役立つヒント機能などの新要素も用意された。同年10月と12月には難度を上げた2つの版がサテラビュー向けに放送され、さらに1999年6月にはニンテンドウパワーと同内容のロムカセット版も市販されるなど、初出から1年7か月の間に内容や流通形態の異なる5つの版が供給された。
これ以降シリーズ展開は途絶えていたが、製品版はバーチャルコンソール対応ソフトとして移植され、Wii版は2010年3月2日に、Wii U版は2015年2月4日に配信された。
前述のように本作は日本国外で発売されていないが、2025年1月24日に任天堂のサブスクリプションサービスの『スーパーファミコン Nintendo Switch Online』向けのソフトとして本作が日本で配信されたことに合わせて、欧米でも日本版がそのまま配信された。

## シリーズ作品一覧
シリーズはサテラビュー用データ放送番組として無料放送された作品と、製品として市販された作品に二分される。サテラビュー用作品のうち、イベントバージョンとBSバージョン2はデータ放送終了の2000年6月まで繰り返し再放送された。
すってはっくん イベントバージョン
初出作。サテラビュー向けデータ放送で実施された「マンスリーイベント」の11月分作品として1997年11月2日放送開始。5ステージ×10面の50面+ボーナスステージ5面、説明練習用のプラクティスステージ10面で構成。イベント終了後の再放送版では応募要項に代わり成績発表画面が表示され、1-5位と100位の獲得ポイント数が公開された。この版をはじめとしたサテラビュー用作品にはインディーズゼロの社名や社章の表記はない。
すってはっくん （ニンテンドウパワー書き換え版）
ニンテンドウパワーのみで供給される書き換え専用新作ソフトとして1998年8月1日発売。ニンテンドウパワーのサービス終了により2007年2月28日販売終了。当初は3,000円で発売され、翌年5月他の書き換え専用作品とともに2,000円に値引きされた。通常面10ステージ×10面にエキストラステージ10面、バトル面を追加した全120面になる面数の増加、それに伴う世界観の拡大、操作方法の改善、グラフィックの追加・書き替えを行うなど市販品として仕上げられた作品。エンディングのスタッフロールではインディーズゼロの社名と社章の表記がされた。
すってはっくん BSバージョン2
サテラビュー用オリジナルゲームとして1998年10月放送開始。ランキングイベントは未実施。イベントバージョンを流用し問題を一新した。3ステージ×10面の30面+ボーナスステージ3面、プラクティスステージ10面で構成。
すってはっくん 98冬イベントバージョン
サテラビュー用イベントゲームとして1998年12月20日放送開始。ラジオ音声と連動しないサテラビュー用イベントゲームとしては最後に制作された作品となった。BSバージョン2と同様にイベントバージョンの問題を変更し、3ステージ×10面の30面+ボーナスステージ3面、プラクティスステージ10面で構成。ゲーム画面の背景へそりに乗ったサンタクロースを描くなど、クリスマスシーズンに合わせた演出がされた。
すってはっくん （ロムカセット版）
1999年6月25日発売。1998年発売のニンテンドウパワー書き換え版をロムカセットで市販。メーカー希望小売価格4,200円。ゲーム内容は書き換え版と同一だが、同梱された説明書には詳細なストーリーやゲーム攻略に役立つテクニック集が掲載された。
すってはっくん （Wii バーチャルコンソール版）
Wii用バーチャルコンソール対応ソフトとして2010年3月2日に配信開始。2019年1月31日販売終了。製品版をWiiに移植した。発売時は800Wiiポイントで販売され、2014年4月消費税増税により823Wiiポイントへ価格改定。プレイするにはクラシックコントローラまたはニンテンドー ゲームキューブコントローラが必要。ゲーム内容は製品版と同一だがバーチャルコンソールによる中断機能が追加された。
すってはっくん （Wii U バーチャルコンソール版）
Wii U用バーチャルコンソール対応ソフトとして2015年2月4日配信開始。2023年3月28日販売終了。税込823円。製品版をWii Uに移植した。こちらは使用コントローラの制限はなく、まるごとバックアップ機能やキーコンフィグ機能が追加された。
すってはっくん （スーパーファミコン Nintendo Classics版）
Nintendo Switch用ゲームソフト。2025年1月24日配信開始。

## ストーリー設定
どこかの海に浮かぶとある島。この上空には島の象徴として「しあわせの虹」が掛かっている。しかしある日突然虹が崩れだし、島のあちらこちらにそのかけらが散らばってしまった。この島の住人すってはっくん、通称「はっくん」は他の住人たちからかけらの回収を頼まれる。人の頼みを断れないお人よしのはっくんはしぶしぶ虹のかけらを探しに向かった。

### 補足
- 上記は初代イベントバージョンのストーリーとなる。BSバージョン2では「サテラビューユーザーの期待に応えて再度崩れたらしい」しあわせの虹を、98冬イベントバージョンではとなりの島にある「ほがらかな虹」を元に戻す話にされた。イベントバージョンとBSバージョン2では「はっくんの住む島」が、98冬イベントバージョンでは「その隣にある島」が舞台となるが、作中でそれらの名前は公開されていない。
- 製品版では「しあわせ島」「のんびり島」「ほんわか島」「どきどき火山島」の4つの島が舞台となる。ただしストーリー紹介のデモなどはなく、はっくんが住むしあわせ島とサテラビュー版の「はっくんの住む島」はグラフィックが異なる。
- ロムカセット版の説明書にはゲームストーリーが掲載され、ここでは個々の島の名前を記さず「ほのぼの諸島のしあわせの虹が大地震とともに崩れた」と紹介された。このストーリーはWiiバーチャルコンソールのページにも掲載されている[9]。

## ゲーム内容とルール
ロードランナーに代表される面クリア形アクションパズルに分類される。プレイヤーは主人公のはっくんを操作し、サイドビュー表示の面内に配置されるすべての虹のかけらを集めると面クリアとなる。序盤では単純な面構成も終盤に差し掛かると複雑になり難度が増す。全ての面の虹のかけらを集めることがゲームの最終目的となる。
はっくんの基本動作は左右への移動、ジャンプ、ブロックなどの吸い取りおよび吐き出しの3つがあり、虹のかけらを取るにはこれらを組み合わせた動作が必要となる。面内に存在する穴に落ちるかトゲに触れるとミスとなり、面の最初または以前にクイックセーブをした場所からやり直しをしなければならない。ただし制限時間や敵キャラクターなど思考の妨げになる要素は存在せず、残機やゲームオーバーの概念もない。面内の状況を判断し計画を立てるパズルゲームの性質、計画通りはっくんを動かすアクションゲームの性質を兼ね備え、プレイヤーに対しては思考能力と正確な操作技術の両方が要求される。
面内には様々な仕掛けやキャラクターが用意される。はっくんを助ける物、邪魔する物の双方が存在するが、特に重要な仕掛けに赤、青、黄の色が入ったツボと、足場にできる透明なブロックがある。はっくんは吸い取り・吐き出しによりツボの中の色やブロックを運ぶことができる。さらに配置したブロックに色を入れるとリフトのように動き出す。これらの性質を駆使して全ての虹のかけらの回収を目指す。

### ポイントシステム
各面にはポイントが設定されており、ゲーム画面には現在のポイント数が表示される。このポイントははっくんを動かすかクイックセーブをするたびに減少するが、0になってもミスにはならず、ゲームはそのまま続行する。面をクリアすると残りのポイント数が記録され、総ポイント数へ加算される。高ポイントを獲得するためにははっくんを正確に動かし、無駄な動作をなくす必要がある。
サテラビュー版では初回放送時にこのポイント数を競うランキングイベントが実施された。製品版では書き換え開始直後にはっくんのガラス製マスコット人形を景品としたイベントが実施されたほか、任天堂ホームページ内では「永遠に続くポイントアタック」と銘打ち、1-10位のプレイヤー名と獲得ポイント数を公開するとともに新記録の応募受付・更新を続けたが、Wiiのバーチャルコンソール版配信を前に新規受付および更新を終了した。

## キャラクターと仕掛け
面内にはこれらのキャラクターや仕掛けが配置される。プレイヤーはこれらの性質を熟知して虹のかけらを集めなければならない。
- はっくん（すってはっくん） - このゲームの主人公。ガラスでできた水飲み鳥に似た外見をしており、手足と口ばしは黒色、頭と胴体は無色透明。手首および足首はない。細長い口ばしで他のキャラクターやブロック、色などを吸い吐きし、それらを運ぶ能力を持つ。トゲに触れると割れてしまう。
- 虹のかけら - 砕け散った虹の破片。七色に光る宝石のような六角形の物質。面内に1つ以上配置されており、全て集めると面クリアとなる。
- ツボ - 赤、青、黄のいずれかの色が入っている透明なツボ。はっくんはこの中の色を何回でも吸い込むことができる。ツボ自体を動かすことはできない。吸い取った色はブロックやまっくんに注入し、動きを与えることができる。
- スイッチ - ツボの中にある色を変えるためのスイッチ。「SW」と書かれた色付きの床として配置される。はっくんやその他のキャラクターが上から落ちると作動し、面内のツボに入れられた全ての色が一斉に切り替わる。
- ブロック - レンガ状の模様が付いた透明なブロック。はっくんは上に乗り足場としたり、横や下から通り抜けることができる。さらにこれを吸い込み空中や壁の中を含む任意の場所に配置することもできる。配置したブロックには色を入れることでリフトのような動きを与えられる。赤色では上下に、青色では左右に、黄色では斜めに往復し、再度色を抜くまでこの動作を続ける。
- まっくん - 丸っこい体とカバのようにたるんだ口を持つ変な生き物。はっくんと同じく体は無色透明だがトゲの上でも平気。はっくんはまっくんに色を入れたり、吸い込んで場所を移動させることができる。まっくんは入れられた色によりそれぞれ異なる動作を行う。
  - 赤まっくん - 赤色を入れられたまっくん。その場で止まったまま体がやわらかくなり、はっくんが上に乗るとまっくんの体は半分に潰れる。さらにその上ではっくんがジャンプすると普段より高く跳ぶことができる。
  - 青まっくん - 青色を入れられたまっくん。ひたすら左右に歩き続け壁や穴に近づくと引き返す。主にトゲの続く地面の上を移動したいときに使う。
  - 黄まっくん - 黄色を入れられたまっくん。その場で止まったまましりもちをつき続ける。この動作はスイッチを一定の周期で押すときに利用する。
- ろっくん - 細い目が付いた生きている岩。はっくんが吸い込み同化するとジャンプ力が低くなり、動きも鈍くなる。ガラスの板を割ることのできる唯一のキャラクター。
- ぶろくん - ブロックの偽物。吸い取りや色の注入はできず、突付いて移動させるか足場とすることくらいしかできない。たいていの面ではお邪魔キャラクターとして配置される。
- つぼくん - ツボの偽物。見た目は普通のツボと全く変わらないが、触れたり色を吸い取ろうとするとビックリして目を見開き偽物とわかる。中の色だけでなくつぼくん自体も吸い取ることができない。ぶろくんと同様に突付いて動かす、足場とするくらいしか役割がないお邪魔キャラクター。
- 一方通行 - 上または下方向への矢印が付いた床。はっくんは矢印に逆らって通り抜けることはできない。
- ガラスの板 - 面内に床として配置される。はっくんが乗っても何も起こらないが、高所からろっくんと同化したはっくんが落ちるか、ろっくんを吐き出して落とすと割れ、通行が可能となる。
- トゲトゲ - 面内の床に配置されるトゲ。はっくんが触れるとミスとなり、面の最初またはクイックセーブをした場所からやり直しとなる。

## サテラビュー版と製品版の相違
サテラビュー版と製品版は面構成が異なるだけでなく、それぞれ固有の要素を持つ。

### サテラビュー版のみの要素
サテラビュー版には製品版へ搭載されたヒント機能はないが、放送当時はマガジン番組によりヒントが提供された。
セーブデータは各バージョンとも受信用カセット「BS-X」に記録される。ただしセーブデータの共存はできず別バージョンを起動すると削除される。この件についてはBSバージョン2の放送より受信メニューへ注意文を掲載した。
ストーリーデモ
ゲーム開始直後とエンディングではゲームストーリーを紹介するデモを見ることができる。未使用のセーブファイルを使いゲームを開始すると、虹が崩れ島中にかけらが散らばるアニメーションに続き、ゲームストーリーの説明文が表示される。すべての面をクリアするとエンディングとして虹が戻るアニメーションとエピローグの文章を表示したのち、スタッフロールへ移行する。
プラクティスステージ
操作方法とゲームルールを説明する全10面の練習用ステージ。前半5面が基本操作とルール説明の初級、後半5面がテクニック紹介の上級に分かれており、説明文付きのデモプレイの後にはっくんを操作するチュートリアル形式で進行する。ストーリーデモの後に開始され、イベントバージョンでは初級5面がクリア必須とされていたが、BSバージョン2と98冬イベントバージョンではスキップ機能が付いた。
ボーナスステージ
各ステージの全10面をクリアするとボーナスステージが追加される。ここではすべてのブロックを白い枠の中に収める、すべてのブロックに色を入れるなど面ごとにそれぞれ異なる条件が課せられ、制限時間内に条件を満たせばパーフェクトボーナスが与えられる。クリア時の残り時間や条件を満たしたブロックの数はポイントに換算され、総ポイント数へ加算される。

### 製品版のみの要素
製品版にはサテラビュー版と同様のストーリーデモやボーナスステージは用意されていない。
はっくん小屋
しあわせ島にあるはっくんの家。ゲーム内に用意された説明書となっており、ゲームのルールや進行に関する情報、はっくんの操作方法はすべてここで把握できる。ゲーム書き換えで販売・配布された簡易説明書「遊び方シート」よりもさらに詳しい情報が掲載され、サテラビュー版におけるプラクティスステージの内容は追加改編された上でここへ吸収された。
ヒント見ちゃう
プレイ中の面をクリアする際に役立つ静止画を見る機能。ゲーム中スタートボタンを押すと表示されるメニューウインドウから選択する。ただし、未クリアの面のヒントを見ようとすると、「ヒントを見ちゃうと汚名が残ってしまいます。それでも見ちゃいますか?」「後悔しませんね?」と念押しされ、それをも振り切ってヒントを見ると、ステージ選択画面に「ヒント見ちゃった」という消えない印がついてしまい、以降その面はどのようにクリアしてもペナルティとしてポイントが半減される。
さらに、セーブデータ選択画面では、セーブデータの番号を示す「はっくん1〜3」表示の真上に「ヒント見ちゃったけど、」と表示される。この表示は、10面分のヒントを見るごとに「ヒント見続けるけど、」「ヒントに頼るけど、」「すぐヒントに逃げるけど、」のようにエスカレートしていく。
また、「ヒント見ちゃった」印はエンディングの内容にも影響する。はっくん小屋では「できる限り自力で解いた方がしあわせになれますよ」と説明している。
紫まっくんとバトル面
面内の壁に触れ続けると隠れキャラクターの「紫まっくん」が現れることがある。紫まっくんを見つけると「バトル面」に連れて行かれ、強引に勝負をさせられる。ここでは紫まっくんより先に画面右端にあるゴールへたどり着かなければならない。勝つと「答えを見てしまう」を出すために必要な隠しコマンドの一部が公開される。
答えを見てしまう
面クリアするまでの過程を収めた模範解答の動画を見る機能。すべての紫まっくんに勝利し知り得た隠しコマンドをある場所で入力するとメニューウインドウにこの項目が追加される。しかし、答えを見てしまうと「ヒント見ちゃう」と同様のペナルティがある。はっくん小屋では「答えを見ると幸せになれない」と説明されており、この機能の利用は推奨していない。
音楽小屋
のんびり島にある小屋。ここに入るとゲーム内で使用されている音楽や効果音を試聴できる。ただし一度も聴いたことのない曲は演奏できない。収録曲のうちNo.27「使われなかった曲（1）」は、サテラビュー版のボーナスステージで使用されていた。
タイムアタック
4つの島に用意されている100面をすべてクリアすると、新たなやり込み要素として各面にクリア時間の目標が設定され、ベストタイムの記録も行われる。
エキストラステージ
4つの島の100面をすべてクリアした上でポイントを規定数獲得すると選択可能となる高難度ステージ。全10面あるが「ヒント見ちゃう」「答えを見てしまう」は利用できない。一方でクリア時間の目標は設定されておらず、タイムアタックからは除外される。

## 製品版スタッフ
取扱説明書記載の人名はすべてひらがな表記。
- プロデューサー：うえむら まさゆき
- ディレクター：なかた まさやす
- ゲームデザイナー：たなか のぶあき
- プログラマー：はら けいじ（indies 0）
- グラフィックデザイナー：たなか のぶあき、きつた のぞみ
- テクニカルサポーター：ひろせ かずき
- サウンドプログラマー：なかつか あきと
- スペシャルサンクス：

さかもと まさあき、たなか まさのり、あきもと ちかこ、すずい まさのぶ（indies 0）、スーパーマリオクラブ
のむら まさき、いちむら せいいち、おかもと ゆきお、いしかわ みきひろ、しらい たかし、おざき ゆういち、とみざわ としかず、まつみや のぶお
すずき としあき、やまと さとし
- パッケージイラスト：ほおり ゆきお
- いんさつぶつデザイナー：きたむら のりこ、ビジュアルアートセンター

## 未発売他機種版
インディーズゼロの鈴井匡伸は2019年にファミコンROMカセット版、ゲームボーイ版、ゲームボーイカラー版など、未発売作品の存在について言及している。
2020年に発生した任天堂のソースコード漏洩事件では、スーパーゲームボーイ対応ゲームボーイソフト『すってはっくん』、ゲームボーイカラー共通ソフト『すってはっくんGB』のROMデータが発見された。